# Долгополово (Кемеровская область)
Долгопо́лово — деревня в Крапивинском районе Кемеровской области. Входит в состав Тарадановского сельского поселения.

## География
Центральная часть населённого пункта расположена на высоте 160 метров над уровнем моря.

## Население
По данным Всероссийской переписи населения 2010 года, в деревне Долгополово проживает 129 человек (61 мужчина, 68 женщин).